# 維愛

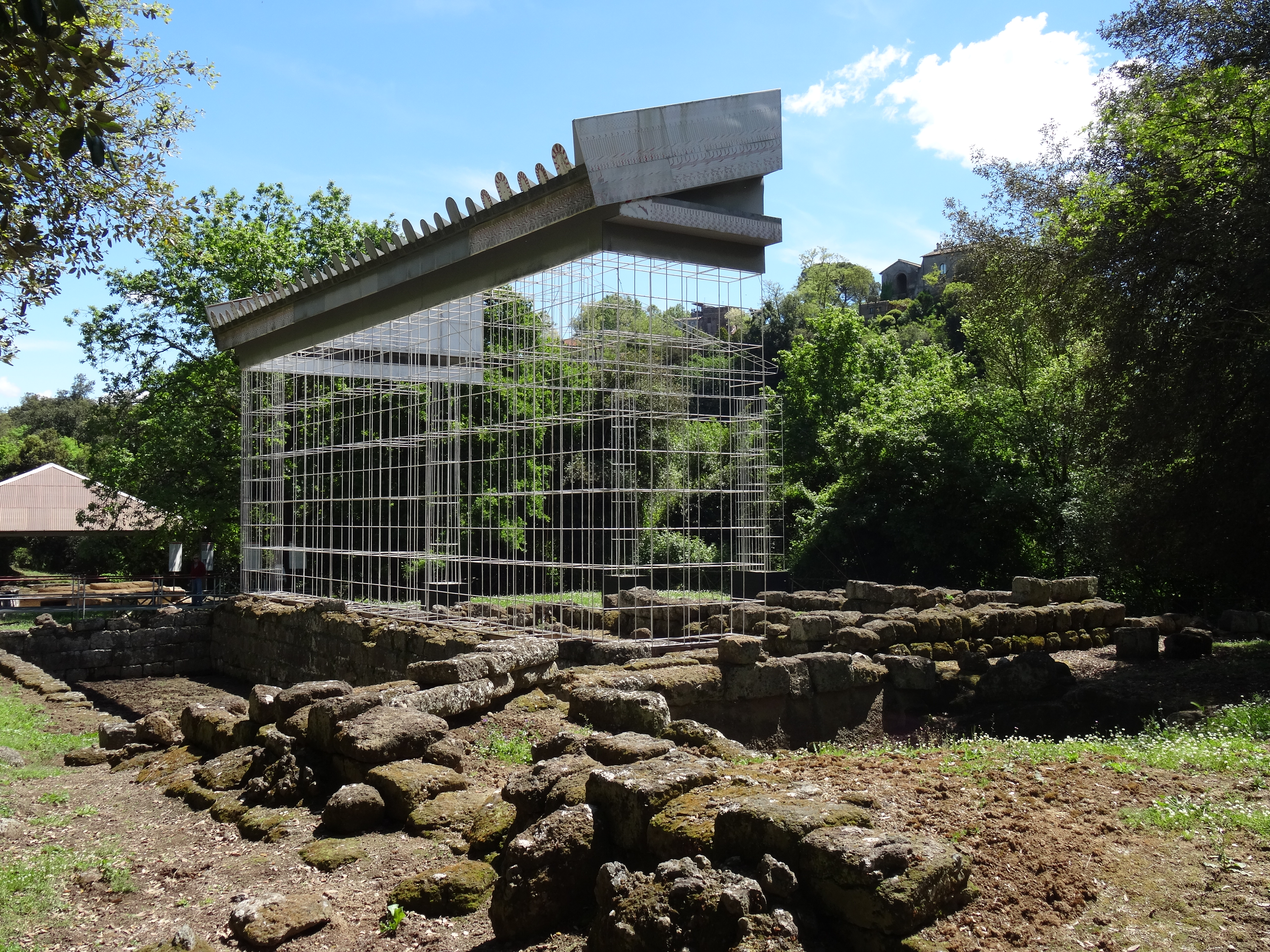

維愛（義大利語：Veio）是一個重要的古伊特拉斯坎文明城市遺跡，位於羅馬西北16 km（9.9 mi）。維愛曾是伊特拉斯坎聯盟最富裕的城市。西元前396年的維愛圍城戰之後，維愛成為古羅馬的一部分。1997年開始，維愛成為考古保護區。

## 外部連結
- Official website （页面存档备份，存于） （義大利語）
- Parco di Veio （页面存档备份，存于） （義大利語）